# Paul Kelly
Paul Michael Kelly (Brooklyn, 9 de agosto de 1899 – Beverly Hills, 6 de novembro de 1956) foi um ator americano de teatro, cinema e televisão. Sua carreira sobreviveu a uma condenação por homicídio culposo, ligada a um caso, que o levou a passar um tempo na prisão no final dos anos 1920.

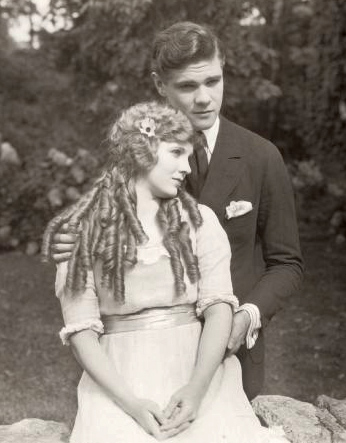
Mary Miles Minter (interpretando Anne Shirley) aconchega-se com Paul Kelly (Gilbert Blythe) em uma cena do filme mudo de 1919, Anne of Green Gables.

## Carreira
Kelly alternou entre o palco e a tela como ator. Ele era um protagonista masculino bonito e popular ou co-estrela em peças da Broadway do final dos anos 1910 e ao longo dos anos 1920. Kelly fez sua estreia no cinema falado em 1933 na Broadway Through a Keyhole. No decorrer de sua carreira e vida relativamente curta, estima-se que Kelly trabalhou no palco, na tela e na televisão em mais de quatrocentos papéis.
Em 1948, Kelly ganhou o prêmio Tony de Melhor Ator por seu papel na peça Command Decision. Clark Gable mais tarde desempenhou o mesmo papel na versão cinematográfica da peça. Kelly dividiu o prêmio com Henry Fonda por Mister Roberts e Basil Rathbone por The Heiress.

## Condenação por homicídio culposo
Em 16 de abril de 1927, um bêbado Kelly confrontou seu colega ator Ray Raymond sobre seu caso e amor pela esposa de Raymond, a atriz Dorothy Mackaye. Raymond, que também estava bêbado, não era páreo para Kelly, que era consideravelmente maior do que ele. Durante o confronto, Kelly o atingiu várias vezes e o deixou no chão.
Mackaye negou as alegações no tribunal de que ela havia se envolvido romanticamente com Kelly antes da morte de Raymond, mas as cartas de amor de Kelly para ela foram apresentadas como prova. Ela foi acusada de conspiração criminosa pela tentativa de encobrimento e condenada a um a três anos, mas cumpriu menos de 10 meses. Kelly foi sentenciada a até 10 anos, mas cumpriu apenas 25 meses na prisão de San Quentin. As condições de sua libertação incluíam que ele não deveria se casar por 18 meses após sua libertação e que teria que trabalhar como escriturário por US$ 30 por semana. Kelly achou insustentável trabalhar como escriturário e convenceu os supervisores de sua liberdade condicional a permitir que ele voltasse a atuar na Broadway, com a condição de que continuasse limitado a uma renda de US$ 30 por semana.
Anos depois, Kelly fez o papel de San Quentin Warden Clinton Duffy em Duffy of San Quentin.

## Vida pessoal

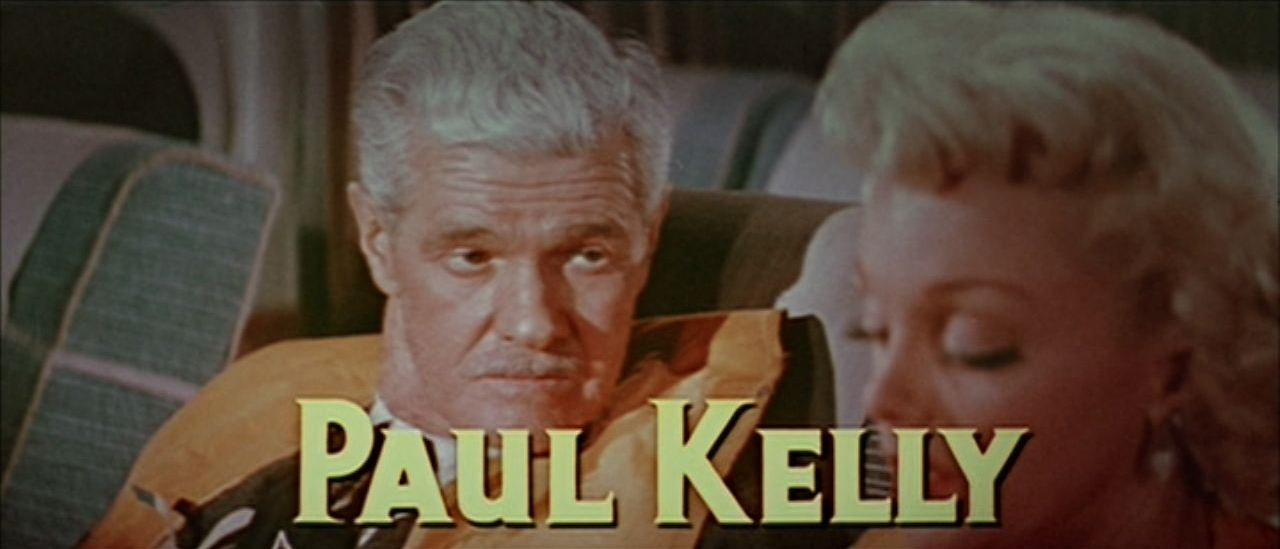
Kelly em The High and the Mighty (1954).

Kelly e Mackaye se casaram em 1931, logo após o término da condicional de Kelly que o proibia de se casar. Eles se apresentaram na Broadway e depois voltaram para a Califórnia, onde a filha de Mackaye, Valerie Raymond, foi aparentemente adotada por Kelly e ficou conhecida como Mimi Kelly. Mais tarde, Mimi teria sua própria e modesta carreira na Broadway.
O relato de Dorothy Mackaye sobre suas experiências, Women in Prison, tornou-se um filme, Ladies They Talk About (1933), com Barbara Stanwyck, e foi refeito como Lady Gangster em 1942.
Mackaye morreu em um acidente de carro em 1940, quando seu carro guinou para o lado e caiu em uma vala. Ela voltou para casa e, tentando amenizar as preocupações de Kelly, insistiu que não estava gravemente ferida. No entanto, ela sofreu ferimentos internos e morreu em poucas horas.
Kelly morreu de ataque cardíaco aos 57 anos em 6 de novembro de 1956, em Beverly Hills, na Califórnia.

## Filmografia
| Filme     | Filme                       | Filme                                       | Filme                                                                               |
| Ano       | Título                      | Papel                                       | Notas                                                                               |
| --------- | --------------------------- | ------------------------------------------- | ----------------------------------------------------------------------------------- |
| 1919      | Fit to Win                  | Hank Simpson                                |                                                                                     |
| 1919      | Anne of Green Gables        | Gilbert Blythe                              |                                                                                     |
| 1920      | Uncle Sam of Freedom Ridge  | Sam jovem                                   |                                                                                     |
| 1921      | The Great Adventure         | Outro filho de Leek                         |                                                                                     |
| 1921      | The Old Oaken Bucket        | O Jovem                                     |                                                                                     |
| 1926      | The New Klondike            | Bing Allen                                  |                                                                                     |
| 1927      | Slide, Kelly, Slide         | Dillon                                      |                                                                                     |
| 1927      | Special Delivery            | Tuck, outro detetive                        | (cenas deletadas)                                                                   |
| 1927      | The Poor Nut                | Spike Hoyt                                  | Não creditado                                                                       |
| 1932      | The Girl from Calgary       | Larry Boyd                                  |                                                                                     |
| 1933      | Broadway Through a Keyhole  | Frank Rocci                                 |                                                                                     |
| 1934      | School for Girls            | Garry Waltham                               |                                                                                     |
| 1934      | The Love Captive            | Dr. Norman Ware                             |                                                                                     |
| 1934      | Side Streets                | Tim O'Hara                                  |                                                                                     |
| 1934      | Blind Date                  | Bill Lowry                                  |                                                                                     |
| 1934      | Death on the Diamond        | Jimmie Downey                               |                                                                                     |
| 1934      | The President Vanishes      | Chick Moffat                                |                                                                                     |
| 1935      | When a Man's a Man          | Phil Acton                                  |                                                                                     |
| 1935      | Star of Midnight            | Jim Kinland                                 |                                                                                     |
| 1935      | Public Hero No. 1           | James Duff                                  |                                                                                     |
| 1935      | Speed Devils                | Martin Gray                                 |                                                                                     |
| 1935      | Silk Hat Kid                | Tim Martin                                  |                                                                                     |
| 1935      | It's a Great Life           | Rockie Johnson                              | 1935 Saga of the West Phil                                                          |
| 1936      | My Marriage                 | Barney Dolan                                |                                                                                     |
| 1936      | Here Comes Trouble          | Duke Donovan                                |                                                                                     |
| 1936      | Song and Dance Man          | Hap Farrell                                 |                                                                                     |
| 1936      | The Country Beyond          | Sargento Cassidy                            |                                                                                     |
| 1936      | Women Are Trouble           | Bill Blaine                                 |                                                                                     |
| 1936      | Murder with Pictures        | I. B. McCoogin                              |                                                                                     |
| 1936      | The Accusing Finger         | Douglas Goodwin                             |                                                                                     |
| 1937      | Join the Marines            | Philip H. 'Phil' Donlan                     |                                                                                     |
| 1937      | Parole Racket               | Tenente da Polícia Tony Roberts             |                                                                                     |
| 1937      | It Happened Out West        | Richard P. Howe                             |                                                                                     |
| 1937      | The Frame-Up                | Mark MacArthur                              |                                                                                     |
| 1937      | Fit for a King              | Briggs                                      |                                                                                     |
| 1937      | Navy Blue and Gold          | Tommy Milton (treinador do time do colégio) |                                                                                     |
| 1938      | Island in the Sky           | Johnny Doyle                                |                                                                                     |
| 1938      | Torchy Blane in Panama      | Steve McBride                               |                                                                                     |
| 1938      | The Nurse from Brooklyn     | Jim Barnes                                  |                                                                                     |
| 1938      | The Devil's Party           | Jerry Donovan                               |                                                                                     |
| 1938      | The Missing Guest           | "Scoop" Hanlon                              |                                                                                     |
| 1938      | Juvenile Court              | Gary Franklin                               | Papel principal ao lado de Rita Hayworth                                            |
| 1938      | Adventure in Sahara         | Jim Wilson                                  | Papel principal como legionário                                                     |
| 1939      | Within the Law              | Joe Garson                                  |                                                                                     |
| 1939      | The Flying Irishman         | Butch Brannan                               |                                                                                     |
| 1939      | Forged Passport             | Dan Frazer                                  |                                                                                     |
| 1939      | 6,000 Enemies               | Dr. Malcolm Scott                           |                                                                                     |
| 1939      | The Roaring Twenties        | Nick Brown                                  |                                                                                     |
| 1939      | Invisible Stripes           | Ed Kruger                                   |                                                                                     |
| 1940      | Queen of the Mob            | Tom Webster                                 |                                                                                     |
| 1940      | Wyoming                     | General Custer                              |                                                                                     |
| 1940      | The Howards of Virginia     | Capitão Jabez Allen                         | Título alternativo: The Tree of Liberty                                             |
| 1940      | Girls Under 21              | Johnny Cane                                 |                                                                                     |
| 1940      | Flight Command              | Tenente-Comandante "Dusty" Rhodes           |                                                                                     |
| 1941      | Ziegfeld Girl               | John Slayton                                |                                                                                     |
| 1941      | I'll Wait for You           | Tenente da Polícia "Mac" McFarley           |                                                                                     |
| 1941      | Parachute Battalion         | Sgt. Tex McBride                            |                                                                                     |
| 1942      | Mr. and Mrs. North          | Tenente Weigand                             |                                                                                     |
| 1942      | Call Out the Marines        | Jim Blake                                   |                                                                                     |
| 1942      | Not a Ladies' Man           | Robert Bruce                                |                                                                                     |
| 1942      | Tarzan's New York Adventure | Jimmy Shields                               |                                                                                     |
| 1942      | Tough As They Come          | Dan Stevens                                 |                                                                                     |
| 1942      | The Secret Code             | Dan Barton                                  | Série de 15 capítulos; papel principal                                              |
| 1942      | Flying Tigers               | Hap Davis                                   |                                                                                     |
| 1943      | The Man from Music Mountain | Victor Marsh                                | Nome alternativo: Texas Legionaires                                                 |
| 1944      | The Story of Dr. Wassell    | Murdock                                     |                                                                                     |
| 1944      | Dead Man's Eyes             | Dr. Alan Bittaker                           |                                                                                     |
| 1944      | Faces in the Fog            | Tom Elliott                                 |                                                                                     |
| 1945      | Grissly's Millions          | Joe Simmons                                 |                                                                                     |
| 1945      | China's Little Devils       | Big Butch Dooley                            |                                                                                     |
| 1945      | Allotment Wives             | Major Pete Martin                           |                                                                                     |
| 1945      | San Antonio                 | Roy Stuart                                  |                                                                                     |
| 1946      | The Glass Alibi             | Max Anderson                                |                                                                                     |
| 1946      | The Cat Creeps              | Ken Grady                                   |                                                                                     |
| 1946      | Deadline for Murder         | Tenente Jerry E. McMullen                   |                                                                                     |
| 1946      | Strange Journey             | Lucky Leeds                                 |                                                                                     |
| 1947      | Fear in the Night           | Cliff Herlihy                               |                                                                                     |
| 1947      | Spoilers of the North       | Matt Garraway                               |                                                                                     |
| 1947      | Crossfire                   | Sr. Tremaine                                |                                                                                     |
| 1947      | Adventure Island            | Capitão Donald Lochlin                      |                                                                                     |
| 1950      | The File on Thelma Jordon   | Miles Scott                                 |                                                                                     |
| 1950      | Guilty of Treason           | Tom Kelly                                   |                                                                                     |
| 1950      | The Secret Fury             | Promotor Eric Lowell                        |                                                                                     |
| 1950      | Side Street                 | Capitão Walter Anderson                     |                                                                                     |
| 1950      | Frenchie                    | Pete Lambert                                |                                                                                     |
| 1951      | The Painted Hills           | Jonathan Harvey                             | Títulos alternativos: Lassie's Adventures in the Goldrush, Lassie's Christmas Story |
| 1952      | Springfield Rifle           | Tenente-Coronel John Hudson                 |                                                                                     |
| 1953      | Gunsmoke                    | Dan Saxon                                   | Títulos alternativos: A Man's Country, Roughshod                                    |
| 1953      | Split Second                | Bart Moore                                  |                                                                                     |
| 1954      | Duffy of San Quentin        | Warden Clinton T. Duffy                     |                                                                                     |
| 1954      | The High and the Mighty     | Donald Flaherty                             |                                                                                     |
| 1954      | Johnny Dark                 | William H. "Scotty" Scott                   |                                                                                     |
| 1954      | The Steel Cage              | Guarda Clinton T. Duffy                     |                                                                                     |
| 1955      | The Square Jungle           | Jim McBride                                 |                                                                                     |
| 1956      | Storm Center                | Juiz Robert Ellerbe                         |                                                                                     |
| 1957      | Curfew Breakers             | Tenente da Polícia Lacey                    |                                                                                     |
| 1957      | Bailout at 43,000           | Coronel Hughes                              | Último papel no cinema                                                              |
| Televisão |                             |                                             |                                                                                     |
| Ano       | Título                      | Papel                                       | Notas                                                                               |
| 1950      | The Ford Theatre Hour       |                                             | 1 episódio                                                                          |
| 1952      | Robert Montgomery Presents  |                                             | 1 episódio                                                                          |
| 1954–1955 | Fireside Theater            |                                             | 2 episódios                                                                         |
| 1954–1955 | Schlitz Playhouse of Stars  | Joe Tierney / Bunter                        | 3 episódios                                                                         |
| 1955      | Cavalcade of America        |                                             | 1 episódio                                                                          |
|           |                             |                                             |                                                                                     |